# Inopeplus concolor
Inopeplus concolor là một loài bọ cánh cứng trong họ Salpingidae. Loài này được Sharp miêu tả khoa học năm 1899.